# Excorallana bruscai
Excorallana bruscai là một loài chân đều trong họ Corallanidae. Loài này được Delaney miêu tả khoa học năm 1984.